# حسين قلي خان الثالث
| خان لورستان              | |
|                          | |
| حسين قلي خان والي پشتكوه | |
| السابق                   | حيدر خان (الخان الثالث عشر لبلاد اللور [ولاية بشتكوه] من أسرة الولاة)                                                                                            |
| ولاية العهد              | الأمير غلام رضا خان |
| فترة الحكم               | من 1857م إلى 1901م |
| اللاحق                   | غلام رضا خان |
| اللقب                    | والي پشتكوه، صارم السلطنة الأول، الوالي القدير، أمير تومان، أبو قدارة، الوالي العربي، والي شرق دجلة، أمير الحرب والسلام، سردار أشرف، والي لرستان، الوالي العلوي. |
| حياته                    | |
| مكان الوفاة              | مدينة پشتكوه، ايلام |
| الأب                     | حيدر خان |
| الأبناء                  | غلام رضا خان علي رضا خان |
| خانات لورستان            | |

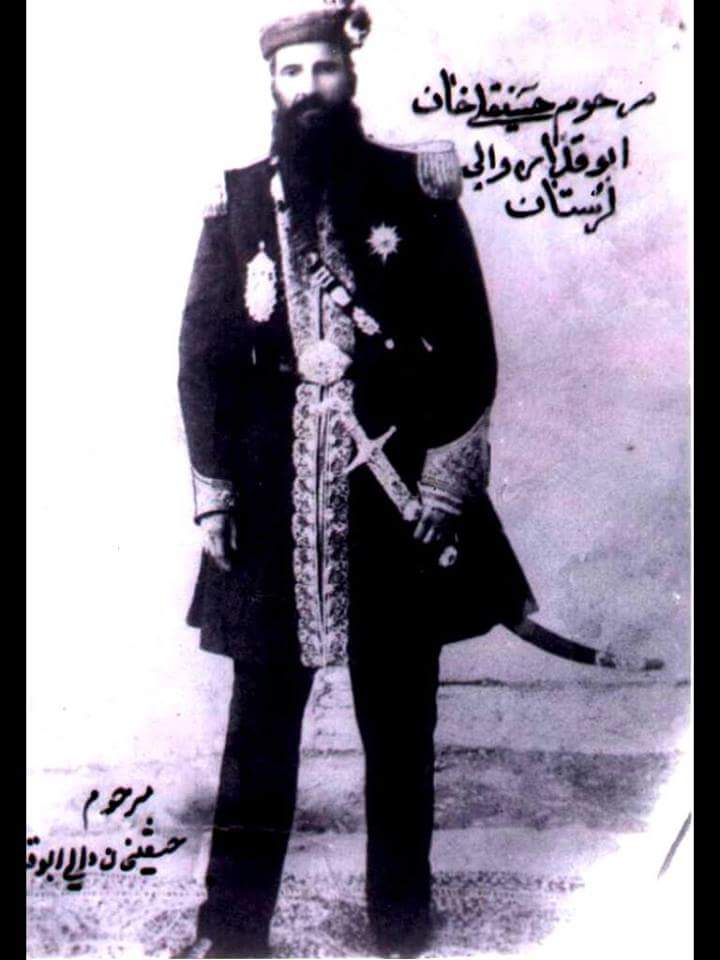
حسين قلي خان الثالث بن حيدر خان بن حسن خان الكبير، والي لرستان الرابع عشر من عائلة ولاة لرستان.

حسين قلي خان الثالث الوالي الرابع عشر من عائلة ولاة لرستان ويعتبر من أشهر وأقوى حكام لورستان

## نسبه
حسين قلي خان بن حيدر خان بن محمد حسن خان بن أسد الله خان بن إسماعيل خان بن علي شاه ويردي خان الثاني بن الحسين خان الثاني بن احمد منوجهر خان بن الحسين خان الأول الأكبر العلوي. 

## حياته
ولد حسين قلي خان بصفته أكبر أبناء الخان حيدر خان في النصف الأول من القرن التاسع عشر (عام 1833م تقريباً) في عهد جده محمد حسن خان، وظهرت لياقة الأمير حسين منذ شبابه، وكذلك طموحه للحكم وتوحيد لورستان، خصوصاً بعد تقسيمها بين أبناء جده محمد حسن خان (أبوه وأعمامه). لياقته هذه جعلت علاقته تسوء مع بعض أفراد العائلة الحاكمة، كما حصل أيام حكم عمه علي خان، الذي ضيق عليه خوفاً من طموحه ونشاطه، إلا أن الأمير حسين قلي خان هرب من لورستان إلى مندلي الحدودية وقيل منها إلى قصر والي بغداد العثمانية. بعد عدة سنوات عزل القاجار الحاكم علي خان ونصبوا بدلاً عنه شقيقه حيدر خان (والد الأمير حسين قلي خان)، لذلك نظم الأمير المتواجد في بغداد برنامج لعودته إلى البلاط، بمساعدة من السياسي القاجاري (إعتماد الدولة). وقبل أن يعود الأمير إلى لرستان، اتجه إلى قصر الشاه ناصر الدين قاجار في العاصمة طهران وأجرى لقاءاً مع الشاه هناك، فأعجب به الشاه وعينه بمرسوم شاهنشاهي على أثر ذلك ولي عهد لرستان.

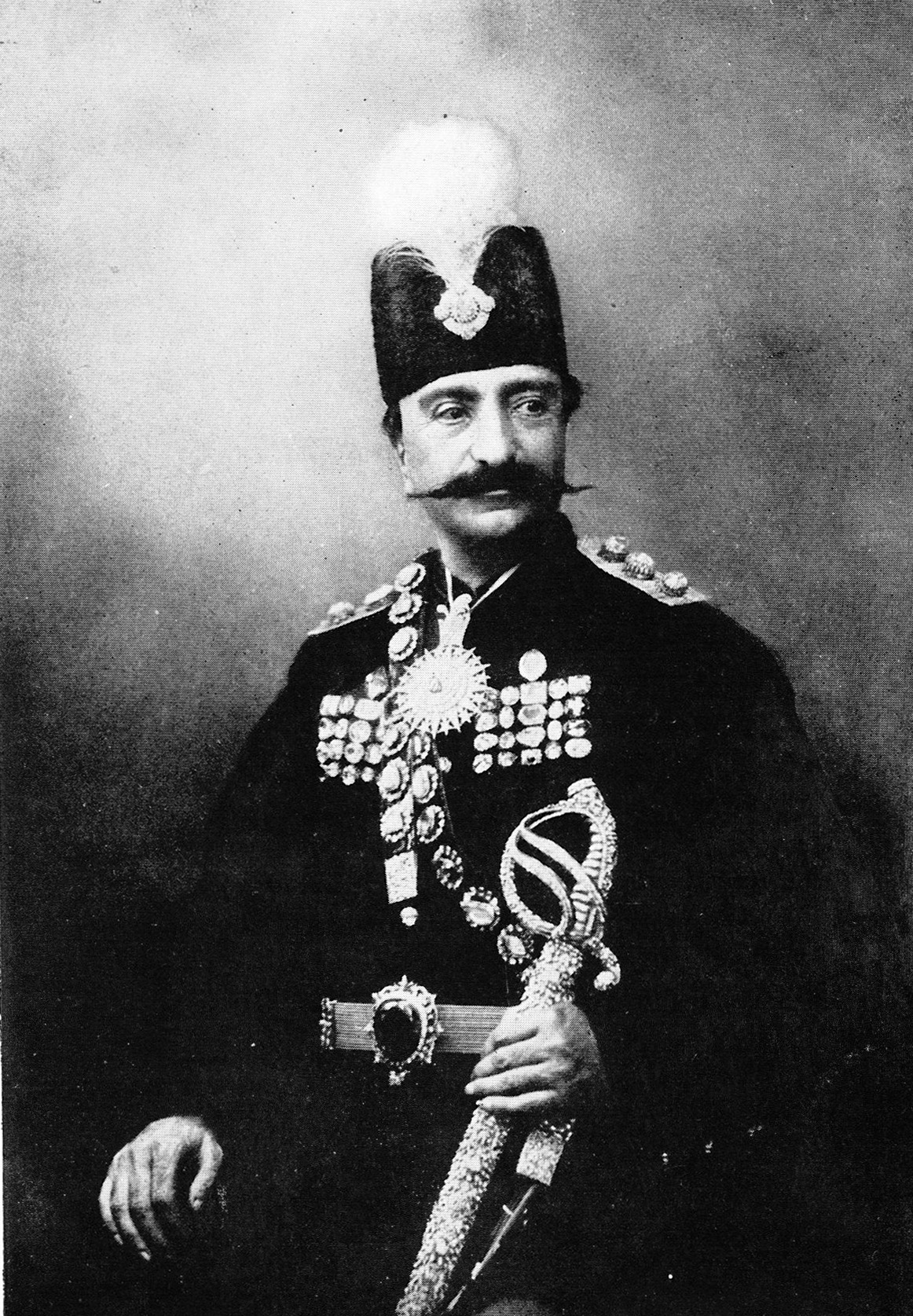
ناصر الدين شاه قاجار، شاه إيران (1848م-1896م)

## توليه الحكم
في عام 1857م توفي حيدر خان في العاصمة پشتكوه، ونقلت جنازته إلى مدينة النجف العراقية حيث دُفِن، فخلفه أبنه وولي عهده الأمير حسين قلي خان بالحكم بصورة روتينية، حيث كان يبلغ عمر الأمير الشاب 24 عام فقط.

## ألقابه
يعتبر حسين قلي خان من أوسع ولاة لرستان شهرة سواء داخل إيران أو خارجها، وكذلك يعتبر من أشهر وأقوى القادة العسكريين في تاريخ لورستان، لذلك صارت إليه عدة ألقاب، فأصبح أكثر ولاة لرستان حملاً للألقاب التشريفية ومن ألقابه:
-لقب (أبو قداره): الذي يعتبر من أشهر ألقاب الوالي على الإطلاق حتى أن أحفاده (في أيران خصوصاً) مازالوا يُلقَبون بهذا اللقب، مُنِح له هذا اللقب كلقب تشريفي من قبل شاهنشاه بلاد فارس وسلطان القاجار
(ناصر الدين شاه قاجار) في احتفال واستقبال رسمي في العاصمة طهران، كان سبب تسميته بهذا اللقب لخشونته واقتداره بالتعامل وجدراته في القيادة خلال الحروب والمعارك.
-لقب (والي شرق دجلة): وهو من الألقاب المعروفة عن الحاكم حسين قلي خان، وكذلك أُطلِق على بعض من أجداده (خانات لرستان)، حيث كانت تحت حكمهم العديد من القلاع والأقاليم، بدأ من أقاليم بروجرد الغربية ومروراً بإقاليم اللور (الفيلية) بما فيها مدن خلف الجبل وأمام الجبل (بشتكوه/كوركوه/بيشكوه، وغيرها) ومدينة خرم آباد الشهيرة، ومروراً بالمناطق الإيرانية العراقية السهلية مثل مدينة زرباطية وبدرة (مناطق الحدود العراقية الإيرانية اليوم) وإلى مناطق باكسايه والشيخ سعد ومنطقة علي الغربي وجصان وحتى الشواطئ والضفاف الشرقية لنهر دجلة ونهر ديالى.
لذلك لقبه بعض الكُتاب وبعض المقالات بهذا اللقب دليل على حكمه الممتد حتى ضفاف نهر دجلة في لورستان (بجزئها الغربي العراقي).
-لقب (الوالي القدير): سبب تلقيبه بهذا اللقب هو نفسه سبب لقب (أبو قدارة)، إضافة كذلك إلى قدرته العسكرية الكبيرة في إدارة الحروب وخصوصاً في معركته غرب لورستان مع بني لام العثمانيين وكذلك قبائل سكوند المتمردة عليه في مدينة ديزفول (أقصى الجنوب الشرقي لبلاد اللور) الذي تمكن من القضاء على تمردهم تماماً. هذا كله أدى إلى إطلاق ألقاب مثل (الوالي القدير)، (ابو قدارة)، وغيره.
-لقب (أمير الحرب و السلام): وورد كذلك في كتاب تاريخ الكورد الفيليون وآفاق المستقبل للشيخ زكي جعفر لقب (أمير الحرب والسلام)، لُقِب حسين قلي خان بهذا اللقب وذلك لذكائه في إدارة الحروب والمعارك وكذلك سعيه وحبه للسلم واجتناب الدم وعقده المصالحات والتحالفات سعياً للسلم.
-لقب (أمير تومان): أحد الألقاب الرسمية التي منحها له بأمر الحكومة القاجارية.
كان لقب أمير تومان في العادة يتم منحه للأمراء أو الحكام المحليين الذين كانوا يقودون 10000 جندي أو عسكري، وهي كلمة مرادفة لرتبة (لواء)
-لقب (الوالي الفيلي): حيث يروي المؤرخين أن الوالي وبحضور أمير ربيعة تراهن على أن يقسم ثوراً نصفين بضربة واحدة بسيفه البتار ففعل ذلك فلقب بلقب فيلي لقوته، وبدوره تم تعميم اللقب على جميع أفراد الشعب اللوري (الفيليين)، حتى يقال انه أوصى بأن يُنقَش هذا اللقب على ضريحه تعبيراً عن حبه ووفائه للفيليين (توجد رواية أخرى عن لقب فيلي، حيث أن الجد الاعلى لعائلة ولاة لرستان «الوالي حسين خان الأول الأكبر، مؤسس لرستان»
عند مجيئه إلى الحكم كان يُلقَب بـ(حسين خان العباسي العلوي) أو (فئة علي)، فكل شخص غير عربي (أعجمي) سينطق (فئة علي) على شكل (فئيلي) أو (فه يلي) بسبب ثقل الهمزة وصعوبة لفظ بعض الحروف، فأصبح يُنطَق (فيلي)، فتوارث اللقب عائلة ولاة لرستان، وبعدها تم تعميمه على اللور).
-لقب (الوالي العربي): وكذلك ذكر كتاب تاريخ الكورد الفيليون وآفاق المستقبل لقب (الوالي العربي)، حيث لُقِب حسين قلي خان بألقاب مثل (الوالي العربي) أو (الوالي العلوي)، حيث أنه وكما مُتفق عليه من بعض علماء النسب في العراق والعالم الإسلامي فأن نسبه يعود إلى الإمام الحسن بن الإمام عبيد الله العميد بن الإمام العباس بن الإمام علي بن أبي طالب الهاشمي القرشي (عليهم السلام)، فلذلك لُقِب بهذه الألقاب.
-لقب (صارم السلطنة): لقد كان حسين قلي خان شديد الصرامة والاقتدار في الحكم. فتم تلقيبه بلقب (صارم السلطنة) من قبل شاهنشاه الدولة القاجارية، فاكتسب اللقب الصفة الرسمية فأصبح يُتعامل فيه بالوثائق والاختام الرسمية الحكومية.
-لقب (سردار أشرف): بسبب القدرة القيادية التي كان يظهرها الحاكم حسين قلي خان أثناء المعارك، تم تلقيبه بهذا اللقب وأصبح لقباً رسمياً أيضاً يتعامل فيه.
(«سر» یمکن أن یکون أصلها فارسي أو كردي، في اللغة الفارسیة والكردية سردار تعنی شخص کبیر، بطل وأعلى قائد فی الجیش، والسِّرْدارُ هي كلمة أعجمية تعني كذلك رئيس الجند، أَو قائدهم، وهي رُتبة مكافئة لرُتبة الكولونيل العام في الجيوش الأجنبية.في الدولة العثمانية، كان لقب السِّرْدارُ يُطلَق على الصدر الأعظم إذا توجه للحرب دون مشاركة السلطان فيها).
ولُقِب كذلك بالعديد من الألقاب الأخرى، إلا أنها محلية وغير رسمية.

## صفات حكمه
كان الخان يلازم قصره ومركز إقامته أغلب الأوقات لتسيير أمور الحكم وللتباحث حولها، إلا أنه كان سريع الغضب، شديد الصرامة في التعامل، لذلك كان يتظاهر أمام جلسائه بالمرونة الحذرة واللين المصطنع.
لكنه في الحقيقة كان لا يرحم غريباً او قريباً إذا شعر أو شك بخيانة أو منقصة منه،
كما كان لا يجالس شاه إيران إلا قليلاً وعند الضرورة فقط، تحاشياً من فورة غضب في محضر الشاه.
كان حسين قلي خان لا يظهر أمام الناس إلا قليلاً، فزادت هيبته و رهبته في قلوبهم.
في فترة حكم الخان، عادت هيبة لورستان وقوتها وكذلك تنظمت أحوال اللور واستقرت أكثر من الفترة السابقة.

## أهم أعماله العسكرية
تأديب قبائل ديركوند
عام 1865م، تمردت قبائل (ديركوند) اللكية في منطقة (بالاكريوه)، والتي أصبحت مصدر قلق كبير في المنطقة بسبب قطعها الطريق على السابلة وكذلك غاراتها المتكررة على القبائل والقصبات المجاورة، لذلك قام حسين قلي خان بإرسال جيش لتلك المنطقة تحت قيادة أبنه ونائبه وولي عهده (الأمير غلام رضا خان)، وبالفعل تمكن الأمير الشاب من تأديب تلك القبيلة بعد أن قتل عدد كبير من المتمردين المسلحين، فأعاد الأمان والنظام لتلك المناطق و كر راجعاً إلى مقر حكم والده، بعد أن وصلت تلك الأخبار إلى شاه إيران، سُر الشاه بالأمر ولقب الأمير غلام رضا بلقب (فتح السلطان).
المعارك في إقليم خوزستان(الأحواز)

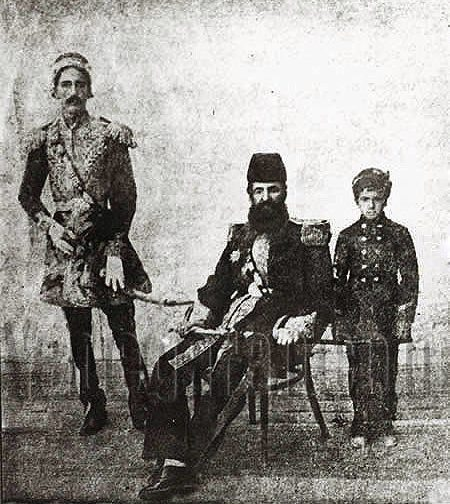
عائلة ولاة لرستان خلال النصف الثاني من القرن التاسع عشر الميلادي (1850م-1900م)، يتوسط الصورة الوالي حسين قلي خان ويقف إلى يمينه أبنه الشاب غلام رضا خان وإلى يساره أبنه الصغير علي رضا خان.

اوعز شاه إيران ناصر الدين قاجار للخان بالتحرك على رأس جيشه والتحالف مع القائد القاجاري حمزة ميرزا (حشمت الدولة) لدفع غزوات وخطر العثمانيين عن منطقة الأحواز جنوباً.
أظهر الوالي حسين قلي خان في هذه المعركة حذاقة عسكرية عالية وبعد أن عاد القائد القاجاري حمزة ميرزا حشمت الدولة إلى طهران، أوصل للشاه مهارة الخان وشجاعته وحُسن قيادته في الحروب، والشاه بدوره مدح الخان و باهى به في المجالس بحضور عساكر وقادة الدولة القاجارية.
صد تعديات بعض القبائل
في أحد مواسم الحصاد صادف أن هاجمت إحدى القبائل المتواجدة على الحدود الغربية للبلاد أراضي غرب لورستان بجزئها العراقي، فأصبحت تقتل المحليين والعُزل، ونهبت أموالهم وحصادهم ومحصولاتهم الزراعية، وعندما علم حسين قلي خان بالأمر خرج على رأس بعض قواته بنفسه شخصياً وطارد القبليين حتى ضفاف نهر دجلة الشرقية (حيث كان حكم الوالي يمتد حتى ضفاف نهر دجلة في محافظة واسط أقصى شرق العراق)، واسترد منهم الأموال والمؤون المسلوبة وقتل عدد منهم.
حماية الحدود الغربية والمعارك مع العثمانيين
بعث الخان حسين قلي خان الثالث خمسين مسلح من قبائل الماليمان اللورية إلى الحدود الغربية تحت قيادة الأخوين كرم خان و شهباز خان وذلك لحراسة الدولة قرب مندلي، وصادف ذلك أن وصلت بعض الفرق العثمانية لعين الغرض، فاشتبك الطرفان قرب مدينة مندلي في معركة أدت إلى هلاك القائد العثماني وبعض عساكره و لاذ الناجون منهم إلى داخل ولاية بغداد العثمانية، ثم صم الإخوان القادة أذان القتلى و ارسلاها إلى حسين قلي خان في بشتكوه، فقام حسين قلي خان بكتابة رسالة توضيحية للشاه وارسالها مع آذان القتلى، فسعد الشاه بهذا الإنتصار وخصص مكافئة مالية كبيرة لحكومة لورستان.

## بعض من إنجازاته المعمارية والمدنية
• عام 1877م أبدل حسين قلي خان أسم مركز الحكم في العاصمة ايلام من (ده بالا) إلى (حسين آباد) نسبة إليه.
• بنى داخل مدينة حسين آباد قلعة كبيرة مستحكمة وبنى داخل القلعة قصراً فخماً إضافة إلى حمام كبير، وأتخذ من القصر مركز لإدارة حكمه الممتد من غرب إيران إلى ضفاف نهر دجلة الشرقية.
• زين حسين قلي خان الثالث مدينة حسين آباد بالبساتين العامرة وبمختلف الأشجار والنباتات، وأسكن فيها العديد من العائلات اللرية.
• عام 1880م بنى الخان قلعة الحسينية (سماها نسبة إليه)، وكذلك زرع حول القلعة عدد كبير من بساتين النخيل.
• تشجيعاً منه على الزراعة، قام حسين قلي خان عام 1890م بحفر قناة (أمير آباد) التي تشق بعض المناطق الزراعية في لورستان، وأقام عليها عدة طواحين.
• قام الوالي حسين قلي خان كذلك وطيلة فترة حكمه ببناء عدد من القناطر التي تربط بين القرى وكذلك شيد عدد من المساجد وبعض المدارس والمستشفيات، وتجديد بناء أسوار المدن والقلاع.

## البعثات الأجنبية
في عهد حسين قلي خان زادت البعثات الأجنبية لبلاد اللور أكثر من الفترة السابقة، فمثل ذلك انفتاحاً أكبر لبلاد اللور، ومن أهم تلك البعثات، هي بعثة اللورد الإنكليزي (جورج نثينال كرزون)، فدخلت بلاد اللور ولأول مرة وعن طريق بعثة اللورد جورج كرزون الكاميرا الفوتوغرافية، والتي عن طريقها تم توثيق العديد من الصور النادرة لحكام لورستان وكذلك مناطقها، ودخلت كذلك الأنظمة الأوروبية بالنسبة للرتب والأوسمة والنياشين وملابس العسكر، بعد أن كانت الألبسة المحلية المستمدة من التاريخ الشرقي هي المعتمدة، وكذلك دخلت الآلات الموسيقية لعزف المقطوعات الموسيقية أثناء سير العساكر لتنظيم خطواتهم، وأدى ذلك إلى زيادة البعثات الأجنبية أكثر خصوصاً في فترة الحاكم غلام رضا خان.

## وفاته
ظل حسين قلي خان الثالث بن حيدر خان بن حسن خان الكبير يدير حكمه بحزم وصرامة ولياقة حتى وفاته.
توفي الخان عام 1901م، عن عمر ناهز 68 عاماً، ونُقِلت جثته إلى مقبرة عائلة الولاة في مدينة النجف العراقية، لازالت مقبرة حسين قلي خان في مدينة النجف معروفة لسكان تلك المنطقة، ولازالت المقبرة تستعمل من قبل أحفاد حسين قلي خان.
أصدر شاه إيران القاجارية (مظفر الدين شاه) في نفس العام مرسوم شاهنشاهي بتعيين نائب الوالي حسين قلي خان الثالث وولي عهده، أبنه الأكبر (الأمير غلام رضا خان) في محل والده بالحكم.